# Deutsche Singlecharts
Die offiziellen deutschen Singlecharts (auch Single Top 100) sind wöchentliche Musikcharts für Deutschland, die von GfK Entertainment ermittelt werden. Neben den offiziellen Top-100-Charts für Singles werden auch nach Musikstilen und Vertriebsform aufgeschlüsselte sogenannte Repertoire-Charts angeboten. Die Erhebung erfolgt im Auftrag des Bundesverbands der Musikindustrie (BVMI) (bis 2007: Bundesverband der Phonographischen Wirtschaft) und wird vom Unternehmen GfK Entertainment durchgeführt. Die GfK Entertainment trägt auch die Veröffentlichungsrechte und vermarktet diese.

## Geschichte und Entwicklungen
Singlecharts gibt es in Deutschland seit März 1954, als die Jukebox aus den Vereinigten Staaten nach Westdeutschland kam. Sie basierten zunächst auf den monatlichen Charts der Zeitschrift Der Automatenmarkt, die die Abspielzahlen von Singles in öffentlichen Jukeboxen ausgewertet hat. Bereits ab Dezember 1953 gab es eingeschränkte Informationen zu populären Titeln, so hieß in der Ausgabe vom Januar 1954, dass das Lied Es hängt ein Pferdehalfter an der Wand der „Boxen-Schlager im Dezember 1953“ gewesen sei. Die erste deutschlandweite Hitliste wurde jedoch erst für den Monat März 1954 veröffentlicht. Im März 1954 platzierte sich Wir, wir, wir haben ein Klavier von Zehn Whiskys und ein Soda an der Chartspitze, womit der Titel als erster Nummer-eins-Hit der deutschen Chart-Geschichte gilt.
Über Jahre hinweg blieb der Automatenmarkt die einzige Institution, die in Deutschland den Erfolg von Musiktiteln in Form von Chartlisten monatlich im Umfang von meist 30 Plätzen wiedergab. Ab Juli 1959 erschien die Zeitschrift Musikmarkt, die ebenfalls eine Hitliste enthielt. Diese ebenfalls monatlich erschienenen Singlecharts waren ausgereifter, da sie nicht nur den Musikbox-Erfolg zu Rate zogen, sondern auch den Notenverkauf, den Airplay-Einsatz sowie den Tonträgerverkauf. Der erste Nummer-eins-Erfolg in der Musikmarkt-Hitparaden war im Juni 1959 der Titel Die Gitarre und das Meer von Freddy Quinn. Dieser Titel war zeitgleich auch im Automatenmarkt der Spitzenreiter.
Den Boxen-Charts lief die Musikmarkt-Hitparade innerhalb kürzester Zeit den Rang ab und übernahm die Rolle des offiziellen deutschen Chart-Organs. Bis 1959 hatte sie noch einen stark schwankenden Umfang (20 bis 70 Plätze), erschien dann ab Anfang 1960 recht konsequent jeden Monat immer am 15. mit der Zeitschrift im Umfang von meist 50 Plätzen (gelegentlich ein paar mehr, bis zu 54 kamen vor). Mit Beginn des Jahres 1965 wurde der Umfang auf 40 Plätze begrenzt, dafür erschien die Hitparade, die nun auf den reinen Plattenverkäufen basierte, zweimal monatlich am 1. und am 15. Seit dieser Zeit gibt es auch die Chart-Poster, die im Plattengeschäft ausgehängt werden. Mit Beginn des Jahres 1971 stellte der Musikmarkt auf wöchentliche Erscheinungsweise um (immer montags) und erhöhte den Umfang wieder auf 50 Plätze. Die Ermittlung dieser wöchentlichen Top 50 wurde ab September 1977 auf die Firma Media Control übertragen.
Ab Januar 1980 hatten die Charts 75 Plätze, im August 1989 wurde auf den heute noch gültigen Umfang von 100 Plätzen erweitert. Dabei wurde von 1989 bis 2001 für die Plätze 51 bis 100 nicht nur der Verkauf der Tonträger, sondern auch der Radioeinsatz der Titel herangezogen. Anfang 1997 wurde zudem eine Sperrklausel eingeführt, die in der unteren Hälfte der Top 100 nur eine begrenzte Aufenthaltszeit für Chart-Titel ermöglichte. Dabei wurden Titel nach neun Wochen in den Charts beziehungsweise spätestens zwei Wochen nach Verlassen der Top 50 gestrichen. Am 19. März 2010 wurde diese Sperrklausel wieder abgeschafft.
Zwischen 1984 und 2007 gab es Jahrgänge, in denen zwischen den Jahren keine Chartausgaben veröffentlicht wurden.
Seit Januar 2001 werden Verkäufe von Online-Anbietern und seit Juli 2002 auch Musikvideos in die Berechnung der Singlecharts miteinberechnet. Ab September 2004 wurden außerdem Downloads in die Wertung der Singlecharts mit einbezogen und für die Ermittlung der neu eingeführten Download-Charts benutzt. Voraussetzung war, dass das Stück neben dem Downloadangebot auch als Single auf einem Tonträger erhältlich war.
Bis September 2005 wurde jeweils die Verkaufswoche von Montag bis Sonntag ausgewertet. Dann wurde der Termin für Neuveröffentlichungen auf den Freitag vorgezogen, um Neuerscheinungen zu Beginn des umsatzstarken Wochenendes auf dem Markt zu haben. Entsprechend wurde der Auswertungszeitraum der Charts auf Freitag bis Donnerstag verschoben. Das offizielle Datum der Charts ist seitdem nicht mehr Montag, sondern Freitag.
Seit dem 13. Juli 2007 wurden die Auswertungen auf sogenannte „Werte-Charts“ umgestellt. Für die Chartplatzierung ist nicht mehr wie bisher die Anzahl verkaufter Tonträger beziehungsweise Downloads ausschlaggebend, sondern der von einem Produkt erzielte Umsatz. An der Chartspitze steht also nicht notwendigerweise das am häufigsten verkaufte Lied, sondern dasjenige, für das am meisten Geld ausgegeben wurde. Damit verringert sich die Abhängigkeit von Sonderangeboten und Aktionen der großen Handelsketten und Online-Anbietern. Die Abkehr von den Verkaufszahlen zur Festlegung der Hitparadennotierung ist weltweit einzigartig. Dazu wurde die Voraussetzung gestrichen, dass Singles für eine Aufnahme in die Charts auch als CD-Single veröffentlicht werden mussten, es werden also auch sogenannte „Digital-Only-Releases“ erfasst.
2003 stieg die Gesellschaft für Konsumforschung (GfK) mit in die Chartermittlung ein, es entstand media control GfK International. 2013 übernahm die GfK vollständig die Charterstellung.
2008, auf dem Tiefpunkt der CD-Verkäufe, reichten meist 5.000 wöchentliche Verkäufe physischer Singles bundesweit, um die Top 10 der Singlecharts zu erreichen. Für die Singlecharts reichten nach Angaben von Manfred Gillig-Degrave, seinerzeit Chefredakteur des Branchenmagazins MusikWoche, in umsatzschwachen Wochen schon weniger als 1.000 Verkäufe physischer Singles.
Nachdem das Musikstreaming 2013 seinen Durchbruch feierte und von Billboard auch in die Billboard Hot 100 eingerechnet wurde, wurde es zum 3. Januar 2014 auch in die Berechnung der Singlecharts in Deutschland einbezogen. In den Single Top 100 wurden zunächst – anders als in den Streaming-Charts – nur Premium-Streams gewertet, also Liedabrufe, für die der Kunde einzeln oder per Flatrate direkt zahlt. Werbefinanzierte Plattformen wie YouTube werden erst seit 2022 berücksichtigt.
In der Chartwoche vom 13. März 2020 setzte sich die komplette Top-100-Hitliste erstmals ausschließlich aus digitalen Verkäufen beziehungsweise Nutzungsdaten zusammen, beinhaltete somit keine physischen Verkäufe mehr. Die erste Nummer eins konnte hierbei die Rapperin Loredana mit ihrer Single Angst feiern. Seit dem 4. Dezember 2020 finden Radioeinsätze von Titeln aus den Top 300 Airplaycharts wieder Berücksichtigung für die Ermittlung der Singlecharts. Somit werden fortan neben physischen Verkäufen, Downloads und Premium-Musikstreamings auch die deutschen Airplaycharts in die Singleauswertungen integriert. Im Gegensatz der Inkludierung zwischen 1989 und 2001 gibt es diesmal keine Beschränkung, damals wurden Radioeinsätze nur für Titel der Plätze 51 bis 100 berücksichtigt. Darüber hinaus integrierte man zum 4. Dezember 2020 ebenfalls Daten des Musikstreaming-Services Amazon Prime Music, nachdem der Schwester-Dienst Amazon Music Unlimited bereits seit Ende 2016 Teil der Singlecharts ist.
Eine weitere Anpassung wurde mit der Chartausgabe des 6. Januar 2022 vollzogen. Fortan werden neben Airplays, Downloads, physischen Verkäufen und Premium-Streams auch Musikstreamings aus den werbefinanzierten, kostenfrei zugänglichen Musikangeboten von Audio- und Video-Streaming-Services berücksichtigt. Ebenso werden fortan auch Daten des Videoportals YouTube zur Ermittlung der Singlecharts einbezogen, das betrifft sowohl Free- als auch Premium-Streams.

## Chartdatum
Anders als in manchen anderen Ländern war das offizielle Datum der deutschen Charts bis Anfang Mai 2015 nicht mit dem Zeitraum identisch, in dem die Verkäufe der Alben und Lieder ausgewertet wurden. Bis 2005 endete der Erfassungszeitraum am Sonntag und die Charts wurden genau acht Tage später am Montag veröffentlicht. Es lag also eine weitere komplette Verkaufswoche zwischen Auswertung und Gültigkeitsdatum der Charts. Dies war früher dadurch bedingt, dass Datenerfassung per Post und Telefon und die Chartberechnung entsprechend viel Zeit in Anspruch nahmen. Durch die Entwicklung der elektronischen Datenverarbeitung und -übertragung wurden immer schnellere und genauere Auswertungen möglich, an die das offizielle Datum aber bis 2015 nicht angepasst wurde. 2005 wurde der Erfassungszeitraum auf Freitag bis Donnerstag vorgezogen, das offizielle Chartdatum ist seitdem immer ein Freitag. Seit Mai 2015, als Reaktion auf die New Music Fridays, ist die Chartermittlung bereits am Freitag direkt nach dem Ende des Erfassungszeitraums abgeschlossen. An diesem Tag werden um 16:00 Uhr die ersten fünf Platzierungen der Charts auf offiziellecharts.de bekanntgegeben, am folgenden Montag weitere fünf Platzierungen und am Mittwoch, fünf Tage nach Ende der Erfassung, die restlichen Platzierungen. Weiterhin ist die Bezahlschranke des Musikarchivs weggefallen. Der Musikindustrie und Partnern werden diese Daten gegen Bezahlung bereits am Freitag komplett zur Verfügung gestellt. So lassen sich beispielsweise auf der Website von MTV Germany bereits freitags die gesamten Single Top 100 abrufen.

## Grundlagen der Chartermittlung

### Chart-Panel
Zurzeit umfasst das Portfolio rund 2.500 Anbieter, die eine für die Chartermittlung hinreichende Meldung abgeben können. Neben dem Einzelhandel oder Onlineanbietern, können auch spezielle Vertriebsformen (Download, Großhandel, Streaming oder auch Teleshopping) ihre Berücksichtigung finden, wenn sie den Direktverkauf am Endkunden statistisch erfassen und melden können. Über die Teilnahme am Panel entscheiden Prüfungsbeauftragte. Für alle Vertriebswege gelten folgende Kriterien:
- Es muss sich um einen Direktvertrieb handeln oder der Endverbraucher zahlt für den Musikzugang wie bei Streaming-Anbietern. Bei Downloads müssen die Endverbraucher deutsche Postadressen haben.
- Der Anbieter muss Einzelhändler sein, dessen Geschäftszweck der Vertrieb an Endverbraucher ist.
- Das Bild- und Tonträgerangebot muss permanent sein.
- Die „Repertoirebreite“ muss repräsentabel sein und Neuheiten führen.
- Es muss eine signifikante Menge an Verkäufen in einem angemessenen Zeitraum gemeldet werden. Die GfK Entertainment setzt hierzu entsprechende Verkaufswerte fest und überwacht deren Einhaltung. Bei mehrfach wiederholten Unterschreiten der Verkaufswerte können Händler vom Chart-Panel ausgeschlossen werden.
- Die Verkaufsmeldungen müssen nachzuvollziehen sein.[14]

### Datenerfassung
Die Datenerfassung erfolgt durch IT-gestützte Kassenterminals. Bei herkömmlichen Bild- und Tonträgerverkäufen handelt es sich um Kassenmeldungen mit Bonnummer, Datum und Uhrzeit. Bei Online-Musikdiensten müssen zusätzlich die E-Mail-Adresse sowie die Kontonummer oder eine entsprechende Information mitgesendet werden. Pro E-Mail-Adresse oder Kontonummer wird ein Titel maximal einmal gezählt. Die Kassenterminals registrieren bei jedem verkauften Produkt die Katalognummer (in der Regel den sogenannten EAN- oder UPC-Code), die Stückzahl, den Bruttoverkaufspreis sowie das Kaufdatum mit Uhrzeit. Die Kassenterminals sind mit der Arbeitsstation des „PHONONET-Systems“ bei den Anbietern verbunden. PHONONET ist ein im Jahr 1991 gegründeter Dienstleister der Deutschen Musik- und Filmindustrie, der unter anderem einen kompletten eMedia-Katalog, inklusive Produktabbildungen, Sound- und Videosamples zur Online-Recherche anbietet und den Datenaustausch zwischen Handel und Industrie (Bestell-, Liefer- oder auch Rechnungsdaten) gestaltet und betreibt. Die bei den Händlern gespeicherten Datenansammlung werden täglich verschlüsselt an die GfK weitergeleitet. Die Verschlüsselung soll eine weitere Verwendung der Daten verhindern. Einzige Ausnahme stellt die Feststellung, ob zwei Daten identisch sind. Die GfK archiviert die Auslieferungsdaten über einen längeren Zeitraum und überprüft Mehrfachbestellungen anhand ihrer Daten im Archiv ab, gemeldeten Verkäufe werden um nicht zur Chartermittlung qualifizierte Produkte eliminiert. Produkte, die aufgrund von sehr starken Ähnlichkeiten additionsfähig sind, werden zusammengefasst. Das IT-System kann qualifizierte Produkte authentifizieren, indem es die Katalognummer als Indikator mit einer von PHONONET betriebenen Artikelstammdatenbank vergleicht. Die Datenbank von PHONONET enthält Informationen wie den Künstlernamen, Liedtitel, Musikverlag oder auch des Musiklabels. Legt eine Vertriebsfirma keinen „PHONONET-Artikelstamm“ an, muss eine vergleichbare individuelle Anmeldung bei der GfK erfolgen. Individuelle Anmeldung müssen spätestens eine Woche vor Publikation eingereicht werden. Im Zeitraum in dem sich ein Produkt in den Charts aufhält, ist eine Abmeldung dessen nicht möglich.

### Datenverarbeitung
Im ersten Schritt der Datenverarbeitung übernimmt das IT-System der GfK die täglichen Absatzdaten der meldenden Händler. Die verkaufte Menge wird pro Transaktion mit dem Bruttoverkaufspreis zum Verkaufswert multipliziert. Zunächst werden nicht qualifizierte Verkäufe eliminiert und additionsfähige Produkte zusammengezählt. Pro Transaktion gilt eine Obergrenze von 40 Euro, um die Repräsentativität aufgrund von einzelnen überdurchschnittlich hochpreisigen nicht zu gefährden. Aufgrund von Downloads und Streamings haben sich die Singlecharts in den letzten Jahren zu einer „Track-Chart“ entwickelt, dadurch ist eine Anpassung der Verkaufswerte nach Titelanzahl pro physischem Tonträger beziehungsweise pro „Download Singles Bundle“ vonnöten. Zur Berechnung des Verkaufswertes pro Titel muss der Gesamtpreis des Tonträgers durch die Anzahl der Titel dividiert werden. In Artikelstamm sind nicht immer alle Informationen zur Titelanzahl enthalten, deshalb rechnet das Chartsystem mit durchschnittlichen „Trackzahlen“. Die durchschnittliche Titelanzahl pro Kategorie wird durch PHONONET für ein Kalenderjahr ermittelt und jährlich angepasst. Zur Analyse des Verkaufswertes pro Titel wird nun der Verkaufswert durch die durchschnittliche Titelanzahl geteilt. Der daraus folgende Verkaufswert ist der für die Chartreihenfolge relevante Wert eines gekauften Produkts innerhalb der Singlecharts.
Durchschnittliche Trackanzahl der vier Singleskategorien
- Maxi-Singles-Gruppe (4,1)
- Download Singles Bundle (3,4)
- Singles-Gruppe (2,3)
- Download Tracks (1,0)

Musikstreams werden ebenfalls bei der Chartermittlung berücksichtigt. Im Gegensatz zu den Downloadcharts fließen in die offiziellen Single Top 100 nur sogenannte „Premium-Streams“ ein (Endverbraucher zahlen für den Musik-Zugang). Werbefinanzierte oder „nicht-interaktive“ Musikstreams, bei denen der Endverbraucher das Lied oder die Wiedergabeliste nicht selbst auswählt beziehungsweise gestaltet, blieben bis 2022 unberücksichtigt. Darüber hinaus werden nur Streams ab einer Abspieldauer von 31 Sekunden gewertet. Der Streaming-Wert ergibt sich aus folgender Rechnung, die halbjährlich überprüft wird: Anzahl Premiumkonten × Durchschnittswert eines Premiumabos ÷ Anzahl getätigter Streams durch Premiumnutzer.
Die Verkaufswerte einer jeden Verkaufswoche werden schließlich pro Titel zusammengezählt, aus denen ein Promille-Anteil am Gesamtergebnis berechnet wird. Dieser dient als Kriterium für die Chart-Rangfolge. Berücksichtigt werden Verkäufe ab dem für den jeweiligen Titel im PHONONET-Artikelstamm hinterlegten Veröffentlichungsdatum („Street Date“). Eine Änderung dieses Datums muss spätestens eine Woche vor zuvor geplanten Veröffentlichung erfolgen. Geht die Meldung zu spät ein, gilt für Erste das ursprüngliche Veröffentlichungsdatum.

### Kontrolle
Die Kontrolle der Chartermittlung erfolgt in regelmäßigen Abständen durch Prüfungsbeauftragte vom Verband (BVMI) in Baden-Baden. Diese teilen dem Chart- und Marketingausschuss ihre Ergebnisse mit, der unter Umständen weitere Entscheidungen trifft. Bei Unstimmigkeiten, deren Lösungsansatz nicht aus der Systembeschreibung zu entnehmen sind, erfolgt innerhalb von 48 Stunden eine Abstimmung der Prüfungsbeauftragten. Die Abstimmung erfolgt nach einfacher Stimmenmehrheit, bei Gleichstand entscheidet die Stimme des BVMI. Bei einer Abstimmung müssen mindestens drei Stimmen eingehen, andernfalls ist diese zu wiederholen. Das Abstimmungsergebnis wird der GfK, den jeweiligen Interessenten und den Prüfungsbeauftragten bekanntgegeben. Die BVMI selbst unterscheidet in drei verschiedene Kontrollverfahren.
Allgemeine Kontrolle
Die Verkaufsmeldungen werden vor ihrer Verwertung durch ein mehrstufiges Kontrollverfahren überprüft. Dazu gehören neben dem zeitlichen Verlauf der Produktverkäufe pro Tag und Woche die Mehrfachverkäufe eines Produkts innerhalb eines Registriervorgang. Große Differenzen im Bezug auf die Summe der durchschnittlichen Verkäufe führen gleichermaßen zu Überprüfungen. Die Verkaufsverläufe werden nach Händlern und Titeln verglichen sowie nach Datenkonstellationen durchsucht, die fehlerhaft, unlogisch oder unwahrscheinlich sein könnten. Somit sollen Erfassungsfehler erkannt und ausgeschlossen werden.
Händlerbezogene Kontrolle
Die Verkäufe eines jeden Händlers werden mit der individuellen Obergrenze der Titelverkäufe verglichen, diese ergeben sich aus dem tatsächlich gemeldeten Volumen des jeweiligen Händlers. Sowie eine bestimmte Toleranzgrenze überschritten wird, wird die betreffende Verkaufsmeldung dementsprechend angepasst.
Titelbezogene Kontrolle
Nach Eingehen aller Verkaufsmeldungen werden die Verkaufssummen jedes Titels ermittelt und der durchschnittliche Absatz aller Produkte pro Händler errechnet. Abweichungen des Verkaufs vom Mittelwert werden für jeden Händler individuell in einem Prüfungsprotokoll ausgewiesen. Übersteigen die Abweichungen eine gewissen Grenze, wird die jeweilige Meldung geprüft und gegebenenfalls angepasst. Erkennbare Unregelmäßigkeiten führen zu weiteren Kontrollen. Titel, deren Vertrieb auf unlauterer Beeinflussung basieren, sind nicht zur Chartermittlung qualifiziert. Das gilt unter anderem für massierte Käufe und Nutzungen unter Einsatz technischer Hilfsmittel.

### Stichprobe
Damit die Verkaufsdaten der Händler ein repräsentatives Geschäftsbild widerspiegeln, werden die von den Händlern abgegebenen Meldungen gewichtet. Für zur Chartermittlung in Frage kommende Anbieter sind auf Grundlage ihrer Struktur und ihres Volumens bei der GfK erfasst. Das Chart-Panel deckt mittlerweile mehr als 75 % des relevanten Musik-Marktes ab und nähert sich somit einer Vollerhebung. Damit ist die Anwendung eines mehrstufigen Stichprobenverfahrens nicht mehr einhergehend, überproportionale Meldungen müssen jedoch ausgeschlossen werden. Aus diesem Grund ist die Handelsstruktur in aktuell elf „Händlergruppierungen“ aufgeteilt. Diese Händlergruppierungen setzten sich aus Großkunden sowie einem Zusammenschluss von strukturell gleichartigen Anbietern und Händlern zusammen. Jeder Gruppierungen ist ein Gewichtungsfaktor zugeordnet, dieser orientiert sich am jeweiligen Marktpotenzial und wird in regelmäßigen Abständen überprüft sowie gegebenenfalls angepasst. Der Gewichtungsfaktor wird auf die gemeldeten Absatzwerte der jeweils betroffenen Händlergruppierung nach Titel angewandt. Eine repräsentative Zusammensetzung der Stichproben soll durch ein rekursives Rechenverfahren gewährleistet werden.

## Qualifikations- und Additionsregeln

### Artikelstamm-Informationen
Mit Ausnahme von indizierten Produkten durch die Bundesprüfstelle für jugendgefährdende Medien (BPjM), werden alle Produkte deren Artikelstammdaten der GfK vorliegen, gewertet. Mittels des sogenannten Opt-out-Verfahrens besteht für Lieder die Möglichkeit einer optionalen Abmeldung aus den Single Top 100, die bislang lediglich als „unbundled Track“ aus Alben und nicht als eigenständige Single vertrieben werden. Eine erneute Anmeldung dieser sogenannten „Albumtracks“ kann jederzeit zur darauffolgenden Erfassungswoche erfolgen. Des Weiteren können Produkte, deren Erstveröffentlichung nicht zu Beginn einer Chartwoche erfolgen, befristet für die erste Woche abgemeldet werden. Die „Artikelstamm-Informationen“ müssen mindestens über folgende Angaben verfügen:
- Name des Interpreten
- Tag der Erstveröffentlichung
- Titel
- Programmart
- Katalognummer
- Art des Tonträgers beziehungsweise des Format
- Vertreiber (PHONONET-Nr.)
- Inhalt[14]

### Händlerbreite
Für die Charts qualifizieren sich nur diejenigen Produkte, die von mindestens drei Händlergruppierungen nachweislich Verkaufsmeldungen erhalten haben. Als Händlergruppierung gilt nicht nur die Meldung eines einzelnen Handelsunternehmens oder einer einzelnen Verkaufsstelle, sondern auch Großkunden oder Handelsketten beziehungsweise Zusammenfassungen von Handelsunternehmen. Hiermit soll vermieden werden, dass durch unzureichende Repräsentativität hohe Verkaufserlöse bei einer geringen Anzahl von Anbietern ungerechtfertigte Platzierungen erzielt werden.

### Additionsregeln
Die Chartplatzierungen werden in der Regel für jedes Produkt individuell ermittelt. Bei Singles werden die technischen Konfigurationen des gleichen Produkts summiert, sei es durch Unterschiede in der Vertriebsform (CD, Download, Stream usw.) oder am Produkt (Extended Version, Liveversion, Remix usw.). Das gilt für Produkte, deren Variationen inhaltlich zu großen Teilen übereinstimmen. Die sogenannte „Titelidentität“ ist gegeben, wenn der Hauptbestandteil mindestens zu 70 % übereinstimmt.

### Bonusinhalte
Die Produkte können mit Bonusinhalten wie Interviews, Liveaufnahmen oder Musikvideos ergänzt werden. Daraus wird zunächst kein neues Produkt generiert, diese zusätzlichen Inhalte dienen lediglich der Erweiterung des Angebots, sofern sie bestimmte Punkte berücksichtigen. Die Bonusinhalte dürfen nur der Aufwertung/Ergänzung des eigentlichen Inhaltes dienen und kein eigenständiges Musikprodukt darstellen. Das Ziel hierbei ist, die Chartqualifikation diskriminierungsfrei zu steuern und auszuschließen, dass unmusikalische Hauptbestandteile den Eintritt in die Chartqualifikation ermöglichen. Bonusinhalte wirken sich nicht auf die Chartfähigkeit eines Produktes aus. Bonusmaterialien stellen eine Beigabe dar und müssen überprüft werden, ob der „Wertbestandteil“ vertretbar ist. Bonustitel mit einer Mindestgesamtlänge von 45 Sekunden, die nicht mit dem bereits vorhandenen Titel identisch sind, gehören dem sogenannten „originären Tracklisting“ an und finden als solches ihre Berücksichtigung, soweit die Chartregeln sich auf die Titelliste beziehen. Werden Bonusinhalte zu einem Titel hinzugefügt, die selbst keine Musikprodukte darstellen, wird das Hauptprodukt dadurch nicht zu einem musikalischen Produkt. Das Genre definiert sich durch den Basisinhalt, weitere Inhalte haben hierauf keinen Einfluss.

### Links
Digitale Produkte können zusätzlich mit Links auf Webangebote verkauft werden, die über bestimmte Adressen und Kennwörter nur den jeweiligen Eigentümern den Abruf auf Inhalte erlauben. Zurzeit handelt es sich dabei um folgende Varianten:
- Audio-Inhalte (Download/Stream)
- Video-Inhalte (Download/Stream)
- Sonstige Inhalte (Download/Stream)[14]

## Definition und Zuordnung verschiedener Formate

### Singles
Produkte gelten in der Regel als Single, bis zu einer maximalen Gesamtspielzeit von 23 Minuten. Ebenso dürfen die Produkte nicht mehr als fünf Titel beinhalten, von denen einer erkennbar als A-Seite ausgewiesen ist. Doppel-A-Seiten wie z. B. Find You’re Here / Find You’re Gone von Wolfsheim sind für die deutschen Airplaycharts zulässig, für Download-Singles muss einer von beiden Titeln als A-Seite benannt werden. In diesem Fall wurde Find You’re Here als A-Seite benannt und erreichte die Single Top 100, während Find You’re Gone diesen verfehlte. Liveaufnahmen, Remixe sowie Musikvideos, deren Inhalt derjenigen Single identisch sind, bleiben bei der Bestimmung von Spieldauer und Titelanzahl unberücksichtigt. Handelt es sich um Bonusinhalte, deren Inhalt von der ausgegebenen A-Seite abweicht, werden diese Inhalte berücksichtigt. Titel werden erst ab einer Mindestspielzeit von 45 Sekunden für die Titelanzahl angerechnet. Unterschreitet ein Titel diese, wird dieser trotzdem im Bezug auf die Gesamtspielzeit von 23 Minuten berücksichtigt.
Zwei Singles („Singles-2er-Set“), die als eine Verkaufseinheit vertrieben werden, fallen unter die Definition Doppelalbum. Verkaufseinheiten die mehr als zwei Singles übersteigen fallen unter die Definition „Album-Set“. Für die Singlecharts sind Titel von bis zu zwei Interpreten qualifiziert. Handelt es sich um Publikationen mit „Projektcharakter“ (wie ein Konzertmitschnitt), qualifizieren sich diese ebenso trotz der Teilnahme mehrerer Interpreten. Singles die gegenwärtig unveröffentlichtes Material verwenden, können auch Titel von mehr als zwei Interpreten enthalten. Sogenannte 2-Track-Singles dürfen nur zwei Titel enthalten, deren Inhalt ist hierbei irrelevant. 2-Track-Singles zählen zur „Singles-Gruppe“ und finden mit dem Faktor von 2,3 ihre Berücksichtigung.

### Commercial Downloads/Musikstreaming
Digitale Formen des Musikvertriebs wie Downloads und Streams sind in die Ermittlung der Charts integriert, soweit deren Vertrieb vergleichbar mit deren der physischen vergleichbar ist. Dies trifft vor allem auf sogenannte „Commercial Downloads“ zu, soweit diese individuell erstanden werden. Musikstreamings, die sich zur Chartermittlung qualifizieren, gehen mit einem bestimmten Wert in die Ermittlung ein. Dieser Wert wird halbjährlich einer Prüfung unterzogen und bildet sich aus folgender Rechnung: Anzahl Premium-Konten × Durchschnittswert pro Premium-Abo ÷ Stream-Anzahl der Premium-Nutzer. Aufgrund der steigenden Gerüchte um Manipulationsverdacht durch Musikstreamings, erfolgte zum 2. August 2019 (Chartwoche 32/2019) eine Regeländerung. Für die ersten beiden Chartwochen ab der Albumveröffentlichung werden alle anderen Titel, mit Ausnahme von Singleveröffentlichungen und sogenannten „Fokustrack“, des Albums für die Singlecharts ausgeschlossen.

### Videoformate
Die TOP-100-Charts beziehen sich auf musikalische Inhalte als Basis, die einerseits im Audioformat sowie andererseits im Videoformat angeboten werden können. Deshalb werden reine Audio-Tonträger, Musikvideos sowie „Kombiprodukte“ (Produkte, bei denen Bild-/Tonträger unterschiedlicher Formate/Inhalte zusammen angeboten werden) für die TOP-100-Charts zusammengeführt. Bei einem Kombiprodukt „Spielfilmvideo-Musik“ entscheidet die Spielzeit der Filmvideo-Inhalte beziehungsweise Musikinhalte über die Chart-Zuordnung. Beläuft sich die Spieldauer des musikalischen Produktes auf mehr als 50 % der Gesamtspielzeit, qualifiziert es sich für die Musikcharts, andernfalls für die Spielfilm-Charts. Darüber hinaus werden zusätzlich separate Musikvideo-Charts als Genre-Charts publiziert.

### Datenspeichermedien
Der Tatsache geschuldet, dass die deutschen Musikcharts in ihrem Format der Veröffentlichung unabhängig sind, sind auch wiederbeschreibbare Datenträger (SD-Karten, USB-Sticks usw.) für die Chartermittlung zugelassen, sofern ihre Speicherkapazität nicht größer als zwei Gigabyte ist. Datenträger die wiederbeschreibbar sind, werden als Beigabe entsprechend ihrem materiellen Nutzwert aus Verbrauchersicht bewertet. Wenn durch technische Maßnahmen gewährleistet ist, dass ein Datenträger nicht wiederbeschreibbar ist, wird dieser nicht als Beigabe gewertet.

## Chartmanipulation

### David Brandes
2005 wurden Lieder der deutschen Sängerin Gracia Baur von den Charts ausgeschlossen, weil der BVMI-Prüfausschuss auf versuchte Manipulation erkannt hatte. Im April 2005 erhärtete sich zunächst der Verdacht auf Chartmanipulation durch ihren Produzenten David Brandes, der laut einem Bericht der Sat.1-Sendung Akte 05/12 gezielt Käufer beauftragt haben soll, seine Produkte in großen Mengen bei einer bekannten Elektronikgroßmarktkette zu erwerben. Durch die massiven Aufkäufe sollte eine künstlich gute Chartplatzierung erreicht werden. Der Bundesverband der Phonographischen Wirtschaft (BPW) und das Marktforschungsunternehmen Media Control entschieden sich aus diesem Grund am 11. April 2005, die Single Run & Hide sowie drei weitere Singles und zwei Alben für drei Monate aus den deutschen Charts auszuschließen. Weiter betroffen waren unter anderem auch ein Album (Blue Tattoo) und eine Single (I Know) von Vanilla Ninja sowie die Single Heaven Is a Place on Earth von Virus Incorporation. David Brandes räumte in der Talkshow Johannes B. Kerner vom 19. April 2005 ein, er habe in den ersten drei Wochen nach Erscheinen von Run & Hide 2.000 Exemplare kaufen lassen. Brandes beruft sich darauf, dass dies gang und gäbe in der Branche sei und er seiner Künstlerin einen Wettbewerbsnachteil verschaffen würde, wenn er es nicht getan hätte. Die Zahl von Media Control, wonach er 31.000 CDs erworben haben soll, wies er jedoch zurück. Gracia selbst bestreitet die Vorwürfe, von den Käufen gewusst zu haben. Unmittelbar nach dieser Sendung entschied sich Media Control, die Titel von Brandes für weitere drei Monate aus den Charts zu verbannen. Obwohl die Qualifikation zum Eurovision Song Contest 2005 rechtlich von den Chartmanipulationen unberührt blieb, forderten weite Teile der deutschen Musikbranche Gracias Rücktritt. Sie lehnte dies jedoch ab und setzte auch – im Gegensatz zu Vanilla Ninja – die Zusammenarbeit mit Brandes fort.

### Dave Ramone
2016 widerfuhr dem Lied Love on Repeat von Dave Ramone (feat. Minelli) das gleiche Schicksal. Zwei Wochen nach Erscheinen der Single stellte der BVMI-Prüfausschuss verdächtige Verkäufe fest und nahm das Lied aus der Wertung. Aufgrund der Nachprüfung wurde auf versuchte Chartmanipulation erkannt und die Single für acht Wochen für die Charts gesperrt.

### Alles oder Nix Records
Das Y-Kollektiv veröffentlichte im Mai 2019 eine Dokumentation, die unter anderem auch vermutete Chartmanipulationen bei Rappern thematisiert. Der Reporter Ilhan Coşkun führte u. a. ein Interview mit einer maskierten Person namens „Kai“. Dieser behauptete, dass er die Charts für einige Deutschrapper manipuliere und veranschaulichte daraufhin, wie dies funktioniere. Laut ihm würden die Rapper selbst möglicherweise nichts davon wissen, jedoch ihre Manager. Der Grund, warum er auspacke, sei der gewesen, dass gewisse Leute sich an seine Freundin „rangemacht“ und diese „ausgespannt“ hätten. Die Dokumentation, die in kürzester Zeit über eine Million Aufrufe auf Youtube verzeichnete, entwickelte sich zum großen Thema innerhalb der deutschen Rapszene, zu dem auch einige Rapper Stellung bezogen. Da im Interview von Managern die Rede war und im weiteren Verlauf auch die Namen Sero el Mero und Mero fielen, reagierte einen Tag später der Rapper Xatar, Labelchef (Alles oder Nix Records) der beiden Rapper, in einem über zwölf Minuten langen Statement auf die Vorwürfe gegen ihn und seine Künstler. Darin beteuerte Xatar, dass weder von ihm noch von seinen Leuten jemals „Fake-Clicks“ oder „Fake-Streams“ gekauft worden seien. Laut dem Rapper seien die Vorwürfe haltlos und es werde in der Dokumentation auch nichts bewiesen, sondern „lediglich durch die Blume irgendwas erzählt“. Bei „Kai“ gehe er davon aus, dass dieser in Wahrheit kein echter Hacker sei. Gegen Ende des Videos bot er diesem und Coşkun ein persönliches Treffen mit Live-Stream an. Alimkhan Arsanov vom YouTube-Kanal Mois, der Kontakte zu vielen bekannten deutschen Rappern pflegt, lud Xatar nach einem persönlichen Telefonat zu einem Interview ein, das einen Tag später erschien. Darin stellte sich Xatar einigen Fragen, bei denen es meist um die Manipulationsvorwürfe ging. Er wiederholte darin, dass er unschuldig sei, begründete dies anhand mehrerer Argumente und erklärte, warum es seiner Meinung nach „keinen Sinn“ machen würde, dass er „Klicks“ für Künstler wie Mero kaufe. Im Zuge der Diskussion entstand um „Kai“ und Mero ein Meme, der vor allem in den Kommentarspalten unter Meros Musikvideos häufig vorzufinden ist.

## Weitere Singlechartsauswertungen

### Aktuelle Chartauswertungen
Top 3 Breakthrough Artistcharts
Die Top 3 Breakthrough Artistcharts werden wie die Single Top 100 ermittelt. Gewertet werden Interpreten, die nie besser als Rang 20 der Singlecharts und zugleich nicht besser als Rang 50 der Albumcharts platziert waren.
Top 15 deutschsprachige Singles
Die Top 15 deutschsprachige Singles werden wie die Single Top 100 ermittelt. Gewertet werden alle Titel mit deutschsprachigen Liedtexten.
Top 20 Dancecharts
Die Dancecharts werden wie die Single Top 100 ermittelt. Gewertet werden alle Titel des Genres Elektronische Tanzmusik. Eine Platzierung in den Dancecharts ist völlig unabhängig von einer Notierung in den Top-100-Charts. Ein Titel kann sich also sowohl in den Single Top 100 als auch in den Repertoire-Charts platzieren. Die Zuordnung von Produkten zu den verschiedenen Repertoire-Charts erfolgt im Wesentlichen über Repertoire-Einzeichnungen der Firmen bei Phononet.
Top 20 Single Trending
Die Single-Trending-Charts werden wie die Single Top 100 ermittelt und beinhalten die ersten 20 Titel, die es nicht in die Single Top 100 schafften. Es können sich nur Lieder platzieren, die nie den Sprung in die offizielle Hitparade schafften. Konnte sich ein Titel in der Vergangenheit in den Top-100-Charts platzieren, ist eine weitere Platzierung in den Single-Trending-Charts ausgeschlossen.
Top 100 Download Single-Charts
Die Downloadcharts werden wie die Single Top 100 ermittelt. Abweichend zu den Single Top 100 gilt eine Mindesthändlerbreite von zwei und nicht von drei Händlergruppierungen wie in den Top-100-Charts. Eine Abmeldung einzelner Titel ist nicht möglich.
Top 100 Midweek-Singlecharts
Die Midweekcharts werden wie die Single Top 100 von Freitag bis Montag ermittelt. Der Tatsache geschuldet, dass Händler verspätet ihre Meldungen liefern, kann die Datenbasis leicht von denen der Top-100-Charts abweichen.
Top 100 Most Wanted Singles
Die Most-Wanted-Charts werden wie die Single Top 100 monatlich ermittelt. Fünf eigenständige Rankings geben Aufschluss über die aktuell beliebtesten „Oldies, Evergreens und Kulthits“. Dabei werden die Top-100-Titel aus den 1960ern, 1970ern, 1980ern, 1990ern und 2000ern jeweils separat aufgelistet.
Top 100 Single-Jahrescharts
Die Jahrescharts werden wie die Single Top 100 jährlich ermittelt. Nach Ende eines jeden Jahres wird aus den Verkäufen (und seit einigen Jahren auch den Download- und Streamingäquivalenten) der vergangenen zwölf Monate eine Gesamtauswertung erstellt. Der Chartermittler veröffentlicht diese Jahrescharts jeweils zu Beginn des neuen Jahres. Für Singles liegen diese Chartlisten seit 1959 vor. Seit 2018 orientiert sich die Publizierung nicht mehr nach dem Kalenderjahr. Die Jahrescharts werden seitdem bereits Anfang Dezember bekanntgegeben.
Top 100 Streaming Single-Charts
Im Gegensatz zu den Single Top 100 fließen in die Streamingcharts seit Einführung werbefinanzierte Streams ein. Wie zur Ermittlung der Singlecharts, fließen Streams ab einer Mindesthördauer von 31 Sekunden in die Wertung mit ein. Die Streamingcharts werden stückbasiert, also nach ihrer Anzahl und nicht wertbasiert wie die Singlecharts ermittelt. Abweichend zu den Single Top 100 gilt eine Mindesthändlerbreite von zwei und nicht von drei Händlergruppierungen wie in den Top-100-Charts. Eine Abmeldung einzelner Titel ist nicht möglich.
Top 150 Daily-Trend-Charts
Die Daily-Trend-Charts werden mit Ausnahme des Sonntages wie die Single Top 100 täglich ermittelt. Der Tatsache geschuldet, dass Händler verspätet ihre Meldungen liefern, kann die Datenbasis leicht von denen der Top-100-Charts abweichen. Die Ermittlungen erfolgen täglich für den jeweils vorangegangenen Tag. Da Streaming-Anbieter ihre Meldungen momentan noch verspätet abliefern, sind diese mit einer Verzögerung von einem Tag in den Daily-Trend-Charts enthalten.

### Ehemalige Chartauswertungen
Top 20 Schlager-Singlecharts
Die Schlagercharts wurden im Zeitraum von 2001 bis 2003 analog der Regeln der Single Top 100 ermittelt. Gewertet wurden alle Titel des Genres Deutscher Schlager. Eine Notierung in den Schlagercharts war völlig unabhängig von einer Notierung in den Top-100-Charts. Ein Titel konnte sich also sowohl in den Single Top 100 als auch in den Repertoire-Charts platzieren. Die Zuordnung von Produkten zu den verschiedenen Repertoire-Charts erfolgte im Wesentlichen über Repertoire-Einzeichnungen der Firmen bei PHONONET.

## Nummer 1 Award
Nach dem Vorbild der Official Charts Company, die die britischen Musikcharts erstellt, führte die GfK in Zusammenarbeit mit dem Bundesverband Musikindustrie als weitere Marketingmaßnahme einen sogenannten Nummer 1 Award ein. Dieser wird seit dem Frühjahr 2016 für die Offiziellen Deutschen Album-Charts und seit Ende 2017 auch für die Offiziellen Deutschen Single-Charts vergeben. Es spielt keine Rolle, ob ein Werk direkt auf Platz eins einsteigt oder von einer niedrigeren Position aus nach oben klettert. Den ersten Single-Award erhielt Bausa für seinen Nummer-eins-Erfolg Was du Liebe nennst am 7. Dezember 2017. Seit 2018 wird auch ein Single-Jahresaward verliehen, dieser geht an den Spitzenreiter der Single-Jahrescharts eines jeden Jahres. Der erste Single-Jahresaward ging an Dynoro und Gigi D’Agostino für ihre Kollaboration In My Mind.

## Besonderheiten und besondere Erfolge in der Chartgeschichte

### Nummer-eins-Erfolge
Nach Caterina Valente mit fünf Nummer-eins-Hits bis zum Jahr 1960 und Freddy Quinn mit sechs Titeln auf Platz eins bis 1966 hatte seit Oktober 1966 die englische Popgruppe The Beatles zunächst mit sieben und ab Dezember 1969 mit elf Titeln die meisten Nummer-eins-Hits in den deutschen Singlecharts. Über 49 Jahre hatten die Beatles damit die meisten Nummer-eins Erfolge in Deutschland, bis der Rapper Capital Bra am 22. März 2019 mit dem Lied Wir ticken seinen elften und eine Woche später mit Cherry Lady seinen zwölften Nummer-eins-Hit hatte. Mit weiteren zehn Liedern und damit insgesamt 22 Titeln auf Platz eins hat Capital Bra aktuell die meisten Nummer-eins-Hits in Deutschland.

### Charterfolge

#### Dauerbrenner
Das Lied Ein Stern (… der deinen Namen trägt) des Duos DJ Ötzi & Nik P. konnte sich im Januar 2010 als erster Song überhaupt 100 Wochen in den deutschen Singlecharts platzieren.
Der Titel Another Love des britischen Sängers Tom Odell war der erste Song, der sich 200 Wochen in den deutschen Singlecharts platzieren konnte. In der Chartwoche vom 8. Dezember 2023 löste das Lied mit seiner 200. Platzierung den Titel Roller von Apache 207 als erfolgreichsten Dauerbrenner ab.

#### Weitere Erfolge
- Bei den Interpreten hält der deutsche Rapper Bonez MC mit 168 Liedern den Rekord für die meisten Lieder in den Charts (Stand: 28. März 2025). Der Deutschrapper Capital Bra folgt mit 157 Liedern und der deutsche Rapper Kollegah hat 133 Charthits. Der österreichische Rapper RAF Camora und der deutsche Rapper Luciano kommen auf 120 und die deutschen Rapper Samra auf 117, Sido auf 111 und Bushido auf 106 Titel.
- Das Produzenten-Duo The Cratez hat bei den Liedern 274 Produktionen und 273 Autorenbeteiligungen in den Singlecharts. Hiervon konnten sich jeweils 118 Lieder in den Top-10 platzieren und 20 erreichten die Spitzenposition (Stand: 28. März 2025). Der Produzent Dieter Bohlen hat 158 Autorenbeteiligungen und Produktionen in den Top 100 platziert, hiervon 58 in den Top-10 und 23 Nummer-eins-Singles.
- Zwei Wochen nach seinem Tod erreichte Michael Jackson ein Novum, als sich Anfang Juli 2009 insgesamt 24 seiner Titel in den Top 100 als Wiedereinsteiger platzieren konnten: Thriller platzierte sich mit Rang neun am besten, in den Top 20 folgen weiterhin die Lieder Earth Song (#12), Beat It (#14) und Billie Jean (#18).[33]
- In der Woche des 24. Mai 2014 gelang es dem deutschen Rapper Kollegah, sich mit 18 Titeln in den Top 100 zu platzieren. 17 Titel stammten aus seinem neu erschienenen Album King, sie waren alle als Einzeldownloads für die Singlecharts freigegeben worden. Diesen Rekord konnte Kollegah mit den Titeln seines nächsten Albums Zuhältertape Vol. 4 Mitte Dezember 2015 nahezu wiederholen, als sich durch 16 Neueinstiege insgesamt 17 der 20 Albumtitel gleichzeitig in den Singlecharts platzieren konnten.[34]
- David Guetta platzierte im September 2011 als Autor, Interpret und Produzent neun Singles gleichzeitig in den Charts.
- 2012 war Cro gleichzeitig mit elf Titeln in den Singlecharts vertreten. Neben neun Soloprojekten konnten sich auch die Titel Horst & Monika (Die Orsons feat. Cro) und Fühlt sich wie Fliegen an (Max Herre feat. Cro) in den Singlecharts platzieren.
- 2015 erreichte Bushido mit zwölf Liedern gleichzeitig Platzierungen in den deutschen Singlecharts.
- Die zwei Deutschrapper RAF Camora und Bonez MC sind bislang die einzigen Künstler in der Geschichte der deutschen Musikcharts, denen es gelang, mit drei Songs gleichzeitig die Top drei der Charts zu belegen. Hinter 500 PS auf dem Spitzenplatz platzierten sich in den Charts vom 12. Oktober 2018 auch die Lieder Kokain und Nummer unterdrückt auf den Plätzen zwei und drei. Sie sind zudem die ersten Musiker, die es geschafft haben, acht Lieder gleichzeitig in den Top 10 sowie 13 Lieder in den Top 20 der Singlecharts zu platzieren. 11 der 13 Lieder wurden von den Musikproduzenten The Cratez produziert, lediglich bei Nein (#13) und 100 (#15) war das Duo nicht beteiligt.[35]
- Capital Bra ist der meistgestreamte Künstler aller Zeiten in Deutschland. Bis Mai 2019 zählte er hierzulande über 1,4 Milliarden kostenpflichtige und werbebasierte Musikstreams, womit er den vorherigen Spitzenreiter Ed Sheeran ablöste. Darüber hinaus ist Capital Bra der meistgestreamte Künstler binnen sieben Tagen. Seine Lieder wurden in der 16. Kalenderwoche im Jahr 2019 über 66 Millionen Mal aufgerufen.[36]
- Die Single Tilidin von Capital Bra und Samra ist das meistgestreamte Lied binnen eines Tages (3,1 Millionen Aufrufe). Zuvor hielt Mero den Rekord seiner Single Hobby Hobby (2,7 Millionen Aufrufe) inne.[37]
- Die Single Tilidin von Capital Bra und Samra ist das meistgestreamte Lied binnen einer Woche (15 Millionen Aufrufe).[37] Zuvor hielt ebenfalls Capital Bra den Rekord mit Cherry Lady (11,5 Millionen Aufrufe).[36]
- Die Single Kein Wort von den Rapperinnen Juju und Loredana (feat. Miksu & Macloud) ist der meistgestreamte Titel einer Künstlerin am Tag seiner Veröffentlichung.[38]

## Sommerhit des Jahres
Die GfK Entertainment benannte am 13. August 2014 erstmals den offiziellen „Sommerhit des Jahres“ in Deutschland, hierbei fiel die Wahl auf Prayer in C, einem Remix des deutschen DJs Robin Schulz eines Lieds des französischen Folkpop-Duos Lilly Wood & the Prick. Im gleichen Jahr wurden rückwirkend die Sommerhits bis 2009 präsentiert, wobei man sich für das Jahr 2012 nicht einigen konnte und zunächst vier Titel bestimmte. Mit der Präsentation für den „Sommerhit des Jahres 2016“ erweiterte man die Liste rückwirkend bis ins Jahr 1990. Für das Jahr 2012 konnte man sich nun auf I Follow Rivers von der schwedischen Sängerin Lykke Li einigen.
Als Kriterien für einen Sommerhit nennt GfK Entertainment: „Er hat eine eingängige Melodie, ist zum Tanzen geeignet, verbreitet Urlaubsstimmung, stand möglichst auf Platz eins der Charts, wurde durch kein Großevent bekannt, wird in Clubs rauf und runter gespielt und stammt von einem Künstler, der in den Jahren zuvor keine großen Charterfolge feiern konnte. Dazu kommen hohe Abrufe auf Musik-Streaming-Portalen und im Social Media Bereich.“
Liste der offiziellen Sommerhits in den deutschen Singlecharts
- 1990 –  MC Hammer – U Can’t Touch This[42]
- 1991 –  Kate Yanai – Bacardi Feeling (Summer Dreamin’)
- 1992 –   Dr. Alban – It’s My Life
- 1993 –  Culture Beat – Mr. Vain
- 1994 –  Prince Ital Joe feat. Marky Mark – United
- 1995 –  Scatman John – Scatman’s World
- 1996 –  Los del Río – Macarena
- 1997 –  Bellini – Samba de Janeiro
- 1998 –  Loona – Bailando
- 1999 –  Lou Bega – Mambo No. 5 (A Little Bit Of…)
- 2000 –  ATC – Around the World (La La La La La)
- 2001 –  Dante Thomas feat. Pras – Miss California
- 2002 –  Las Ketchup – The Ketchup Song (Aserejé)
- 2003 –  Buddy vs.  DJ The Wave – Ab in den Süden
- 2004 –   O-Zone – Dragostea din tei
- 2005 –    US5 – Maria
- 2006 –  Gnarls Barkley – Crazy
- 2007 –  Culcha Candela – Hamma!
- 2008 –  Katy Perry – I Kissed a Girl
- 2009 –  Emilíana Torrini – Jungle Drum
- 2010 –  Yolanda Be Cool & DCUP – We No Speak Americano
- 2011 –  Alexandra Stan – Mr. Saxobeat
- 2012 –  Lykke Li – I Follow Rivers
- 2013 –  Avicii feat.  Aloe Blacc – Wake Me Up
- 2014 –  Robin Schulz &  Lilly Wood & the Prick – Prayer in C (Robin Schulz Remix)
- 2015 –  Felix Jaehn feat.  Jasmine Thompson – Ain’t Nobody (Loves Me Better)
- 2016 –   Imany /  Filatov & Karas – Don’t Be So Shy (Filatov & Karas Remix)
- 2017 –  Luis Fonsi feat. Daddy Yankee – Despacito
- 2018 –  Hugel – Bella ciao (Hugel Remix)
- 2019 –   Camila Cabello &  Shawn Mendes – Señorita
- 2020 –  Jawsh 685 &  Jason Derulo – Savage Love (Laxed – Siren Beat)
- 2021 –  Ed Sheeran – Bad Habits
- 2022 –  DJ Robin & Schürze – Layla
- 2023 –  Luca-Dante Spadafora, Niklas Dee & Octavian – Mädchen auf dem Pferd
- 2024 –  Shirin David – Bauch Beine Po

## Kritik
2009 kritisierte Tim Renner, ehemaliger Geschäftsführer von Universal Music Deutschland, das Prinzip der deutschen Musikcharts. Gegenüber dem Spiegel äußerte er sich wie folgt: „Charts sind heute völlig irrelevant. Die Musikindustrie rennt einem Mechanismus hinterher, der dem Markt nicht mehr entspricht.“
Nachdem die deutschen Singlecharts über lange Jahre einer der wichtigsten „Gradmesser“ für Radiostationen war, die ihre Titellisten zu Teilen auf diesen aufbauten, verloren die Singlecharts Ende der 2010er „massiv“ an Bedeutung hierfür. Heutzutage warte kaum noch ein Musikchef auf die wöchentliche Ausgabe der „Offiziellen Charts“. Seit der Integration von Musikstreamings bestünde nahezu die Hälfte der gelisteten Positionen mit Titeln aus dem Segment „Deutscher Hip-Hop“ – innerhalb der Top 10 seien es teilweise bis zu neun Titel gewesen. Ein Genre, das bei internen Musiktests der Radiostationen bis auf wenige Ausnahmen (wie Bremen Next oder 98.8 Kiss FM) weniger gute Bewertungen durch die Hörer erzielt. Die restlichen platzierten Titel beziehungsweise Genres innerhalb der Singlecharts liefern für die Programmgestaltung wegen ihrer Langzeitpräsenz keine wirklich aufsehenerregenden Erkenntnisse. Tanja Ötvös, Musikchefin bei Radio Hamburg, sagte folgendes zur Problematik: „Die Singlecharts der GfK haben wir gekündigt. Zur Orientierung nutzen wir neben unserer eigenen Marktforschung, die absolute Priorität hat, vor allem die Spotify- und Shazam-Charts. Auch auf die iTunes-Verkäufe werfen wir einen Blick, stellen jedoch immer wieder fest, dass sich die dort platzierten Titel seltener in unserer Rotation wiederfinden. Seit einiger Zeit haben wir auch eine Airplaychartsendung am Samstagabend von 17.00 bis 19.00 Uhr im Programm, die sich aus den Offiziellen Airplaycharts von MusicTrace ergibt“. Exemplarisch stehe hier die Entwicklung bei SWR3. Dort verfügte das Segment „Titel aus den aktuellen Charts“ 2016 über einen Anteil von 37 %, 2019 seien es noch 16 % gewesen. Dagegen stieg der Anteil an aktuellen Songs, die nicht in den Singlecharts vertreten sind von acht auf 25 %.